# Modellsport

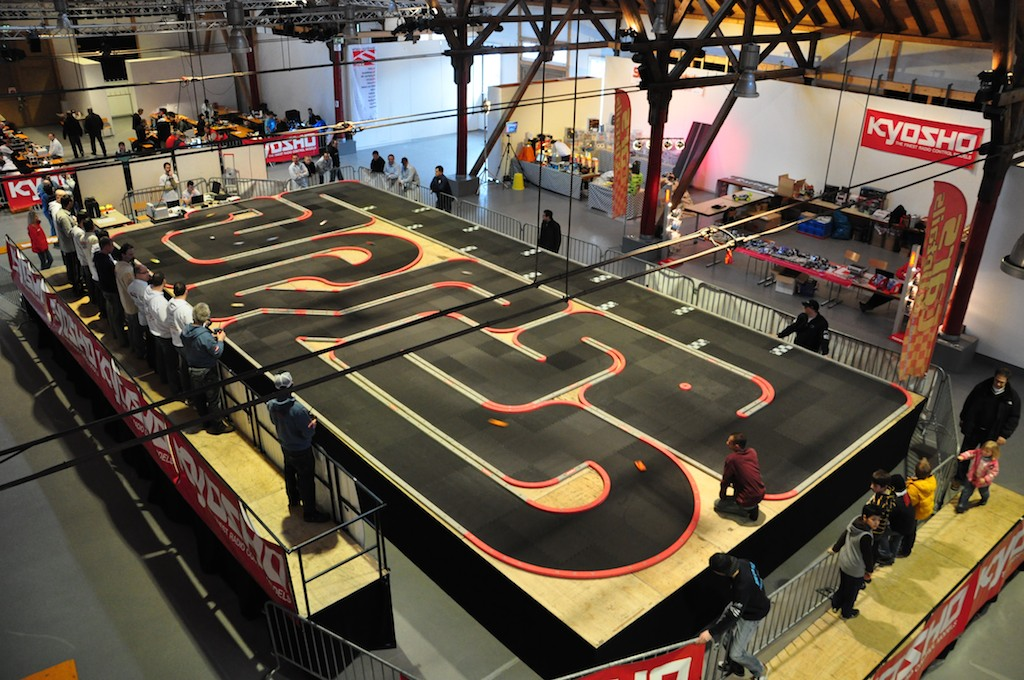
Turnier mit ferngesteuerten Modellrennautos

Der Modellsport ist der meistens als Hobby betriebene Sport mit Fahrzeugen und Flugmaschinen in Modellbauweise.

## Wettkämpfe
Von Modellbauvereinen werden regelmäßig Turniere organisiert, wie beispielsweise in Freiflugmodellsportvereinen. Die Wettkämpfe werden meistens kategorisiert nach Altersklasse der Teilnehmer und Antriebsart.

## Fahr- und Flugzeugarten

### Autos
- Rennautos
- Geländewagen
- Monstertrucks

### Flugmaschinen
- Flugzeuge in Jetbauweise
- Flugzeuge in klassischer Bauweise
- Segelflieger
- Hubschrauber
- Quadrocopter
- Raketen
- Ballone
- RC-Gleitschirme

### Wasserfahrzeuge
- Motorschiffe
- Segelboote
- Dampfschiffe
- Ruderboote

- Renn- und Regattaboote
- Yachten und Sportboote
- Arbeitsschiffe und Fischereiboote
- Schutz- und Rettungsboot
- Marineschiffe (graue Flotte)
- Passagier- und Ausflugsschiffe (weisse Flotte)
- U-Boote

## Antriebsarten
- Elektromotor
- Verbrennungsmotor
- Gummiwinde